# Ryszard Waśko

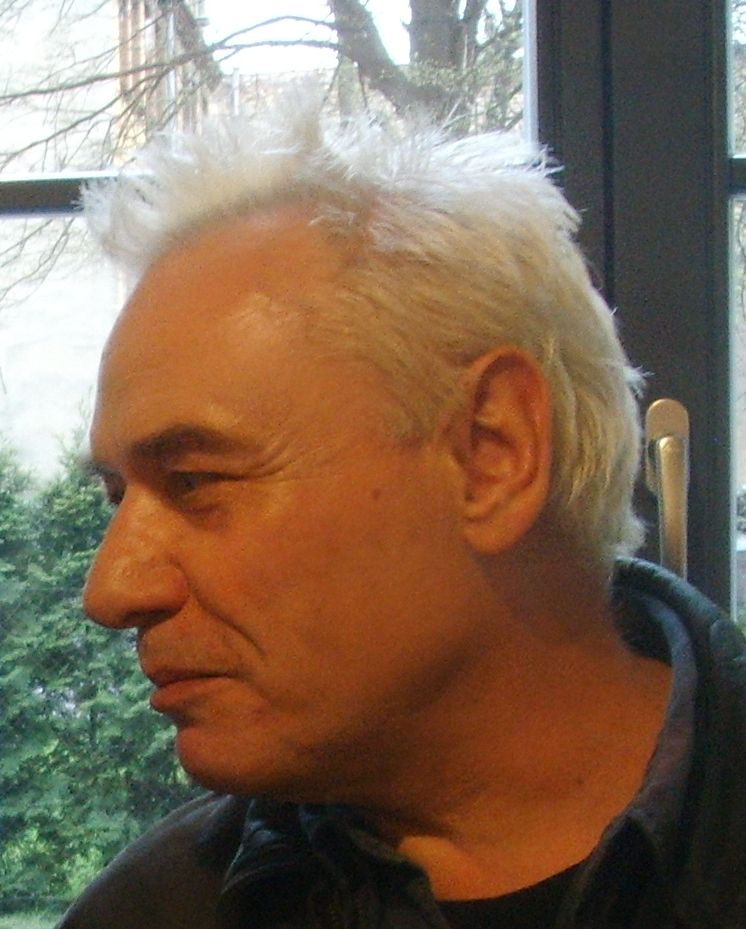
Ryszard Waśko 2006

Ryszard Waśko (* 21. Februar 1948 in Nysa Woiwodschaft Opole) ist ein polnischer Multimediakünstler, Fotograf, Filmemacher, Maler und Kurator.

## Leben und Werk
Ryszard Waśko studierte von 1970 bis 1975 an der Staatlichen Hochschule für Film, Fernsehen und Theater Łódź. Neben der Fotografie machte Ryszard Waśko in den 70er Jahren auch Filme. Er wurde 1971 Mitglied der Warsztat Formy Filmowej/Werkstatt der Filmform, welche 1970 von Wojciech Bruszewski, Paweł Kwiek, Józef Robakowski, Andrzej Różycki und Zbigniew Rybczyński gegründet wurde. Von 1983 bis 1990 lehrte er unter anderem an der Kunstakademie Düsseldorf, der Hochschule für Gestaltung Offenbach am Main, der Universität der Künste Berlin und der Folkwang Universität der Künste in Essen. Von 1990 bis 1992 war Waśko Programmdirektor am MoMA PS1, New York. Als Gastprofessor wurde er von 2004 bis 2005 an die Kunsthochschule Valand in Göteborg berufen.

## Kuratorentätigkeit
1981, als in Polen die freie Gewerkschaft Solidarność mit dem Vorsitzenden Lech Wałęsa aufkeimte und das politische Klima langsam offener wurde, organisierte Ryszard Waśko in Łódź Construction in Process, die größte Ausstellung zeitgenössischer, polnischer und internationaler Kunst in Polen. Er lud Künstler wie Richard Serra, Sol LeWitt, Brian O’Doherty, Dennis Oppenheim, Lawrence Weiner und Richard Nonas ein, die ihrerseits die Einladung annahmen. Es entstand eine symbolische Alternative zu anderen, bekannteren Kunstereignissen. Construction in Process ist zu einem weltweiten Netzwerk von Kunstzentren geworden und fand in den Jahren 1981 in Łódź, 1985 in München, 1989 in Łódź, 1993 in Łódź, 1995 in Israel, 1998 in Melbourne und 2000 in Bydgoszcz statt.
Waśko organisierte die Biennale von Łódź, die 2004 zum ersten Mal stattfand. Direktor ist Janusz Głowacki und künstlerische Leiterin des polnischen Teils ist Aneta Szyłak, während Emmett Williams, Mitbegründer der Fluxusbewegung, für den internationalen Teil zuständig ist.
Das International Artists’ Museum (IAM) in Łódź wurde 1989, mit Emmett Williams als Präsident, von Ryszard Waśko gegründet.

## Ausstellungen (Auswahl)
- 1974: Teilnehmer des International Experimental Film Festival im belgischen Knokke-Heist
- 1977: documenta 6 in Kassel
- 1979: Film as Film in Hayward Gallery in London[6]
- 1985: Prozess und Konstruktion Städtische Galerie im Lenbachhaus, München
- 1986: Idee, Raum, Konstruktion Kunsthalle Bielefeld
- 1999: Oreste Project, Biennale di Venezia–italienischer Pavillon, Venedig
- 2003: A History of Polish Avantgarde Film Museum of Modern Art, New York
- 2005: Grenzüberschreitung Galerie m Bochum, Bochum
- 2008: 1,2,3 ... Avant-Gardes Tate Gallery of Modern Art, London
- 2011: One&One, Freies Museum, Berlin

## Auszeichnungen (Auswahl)
- 1972: Preis der Biennale der polnischen Fotografie/Biennale Fotografii Polskiej, Stettin
- 1982–83: The Arts Council of Great Britain, St. Martin’s School of Art, London
- 1985: Stipendium Deutscher Akademischer Austauschdienst
- 1986: Stipendium der Stadt München, Künstlerhaus Villa Waldberta, Feldafing
- 1991: “Sprężyna”-Award des Magazins Tygiel Kultury, Łódź
- 1994: Artist in Residence, Omi International Arts Center, New York
- 1995: Artist in Residence International Studio Programm, New York
- 1988, 1993, 1998: Stipendium der Pollock-Krasner Foundation